# BEHER
座標: 北緯40度33分15秒 西経5度40分02秒 / 北緯40.554259度 西経5.667143度
BEHER、またはベルナルド・エルナンデス（Bernardo Hernández）は、スペイン産生ハムの工場の一つとして、国際水準において最も認知されている。サラマンカ県ギフエーロの原産地呼称D.O.ハモン・デ・ギフエーロ（Jamón de Guijuelo）として認定されている生ハムを製造している。
1930年代に設立され、現経営者は3代目である。現在、カスティーリャ・イ・レオン州の主要企業300社のうちの1つとなっている。
3年毎に開催される、食肉に関する重要な国際見本市、IFFA(フランクフルトのDelicat)において、2001年と2004年に”Bellota Oro”として入賞した。そして、彼らの製品の中でも最高級品の”金のベジョータ”は、2007年と2010年の過去二回の同見本市において、”世界で最も優れた生ハム”として認知された。

## 歴史

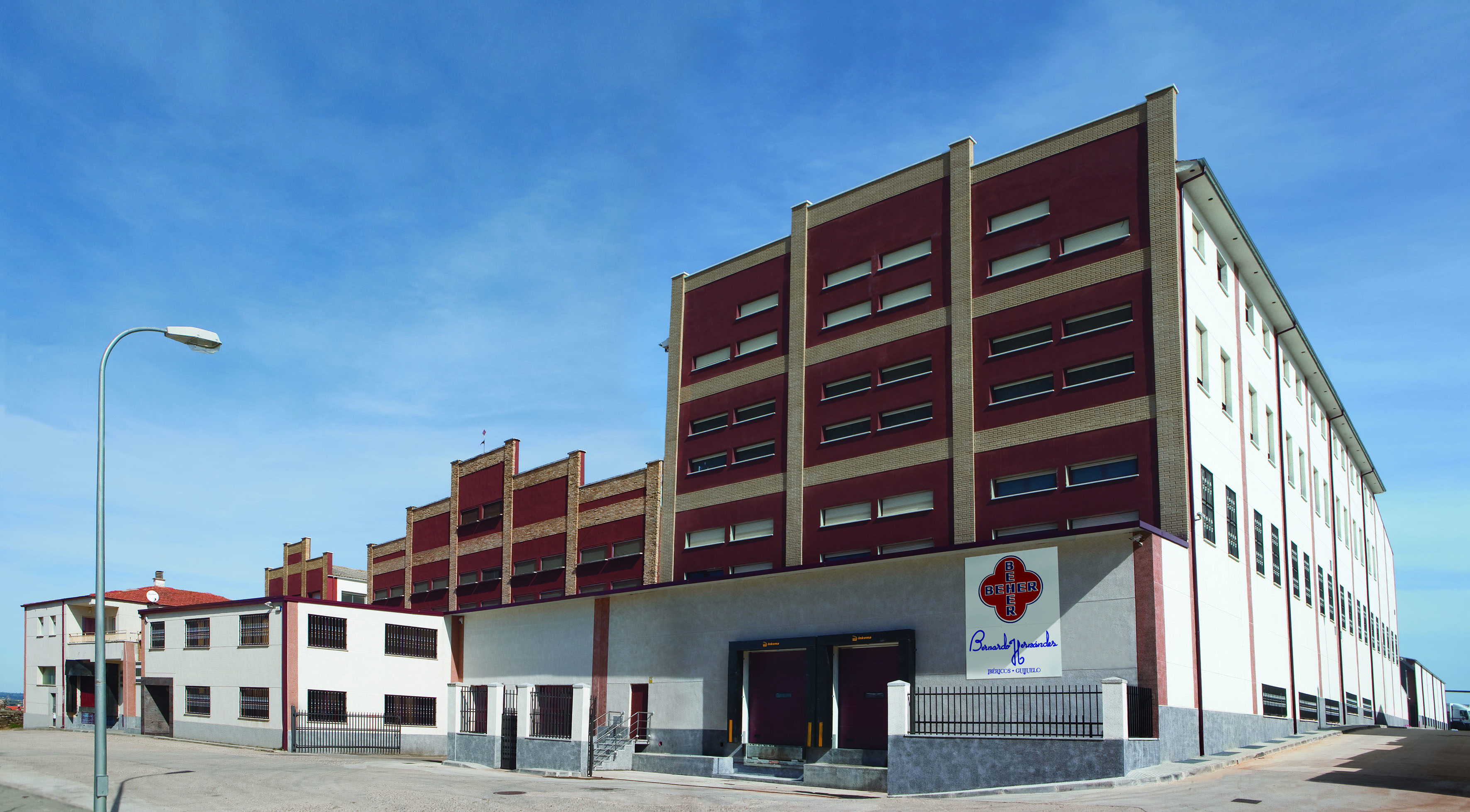
GuijueloにあるBEHERの工場

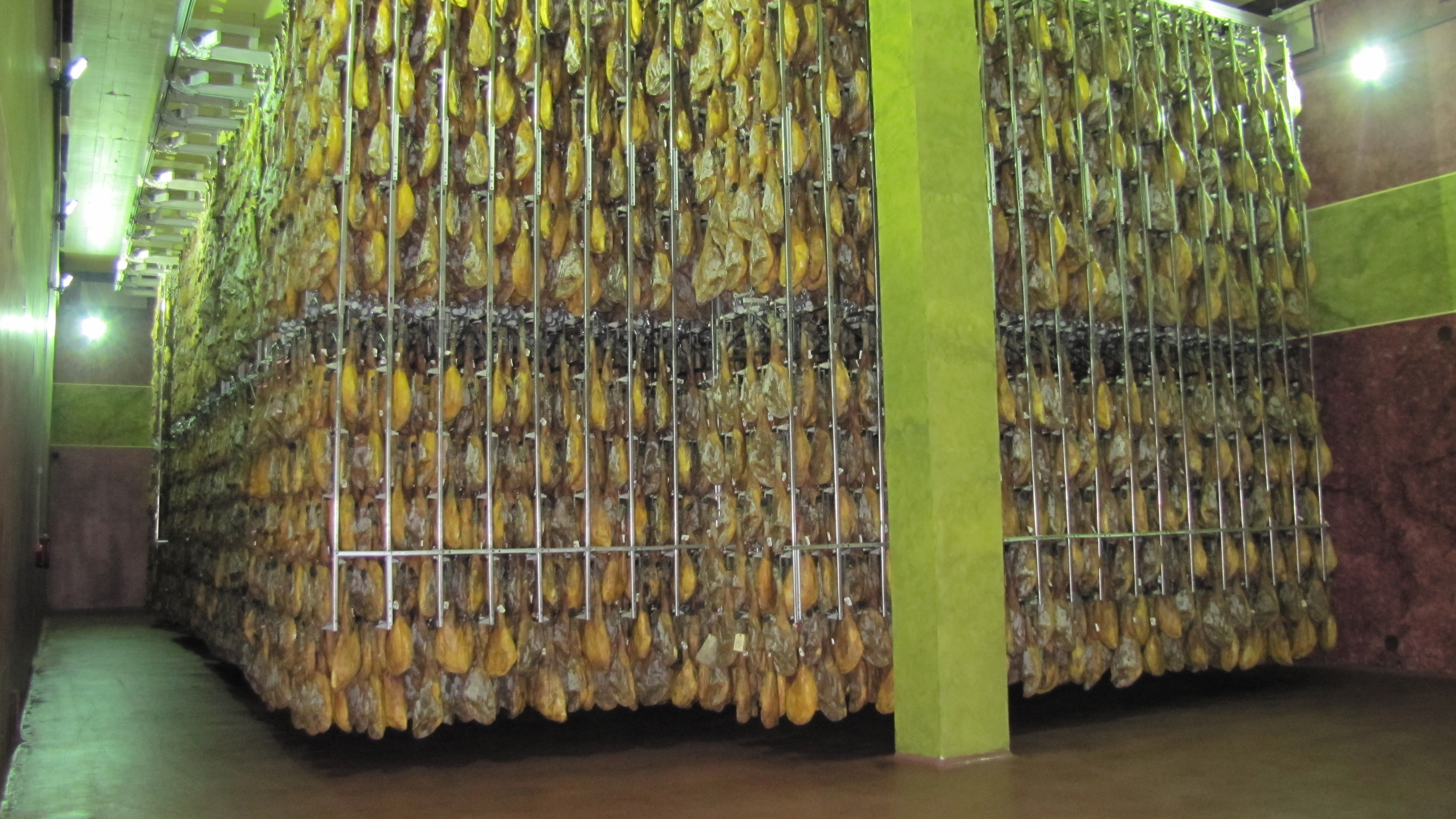
保管用の倉庫

1930年代当初、ベルナルド・エルナンデス・ブラスケス（Bernardo Hernández Blázquez）が豚肉製品の商売を始め、家族の経験も集積し、この分野に統合した企業を設立70年代には、設立者の息子であるベルナルド・エルナンデス・ガルシーア（Bernardo Hernández García）が後を継ぎ、自社農場でのイベリコ豚の飼育を開始した。
現在は、彼の息子達により企業が運営されており、この部門において市場の2%を占め、優れた6企業のうちのひとつとなっている。
現在は、全ての大陸の30以上の国に輸出されている。主要な輸出先は欧州連合圏内全て、ロシア、ブラジル、オーストラリア、日本、韓国、香港などである。
2010年には、19,500平方メートルの新しい設備が作られた。このD.O（原産地表示）地域の生ハム部門で高さのある倉庫が存在する中、唯一となる8メートルの高さを誇っている。

## 製品

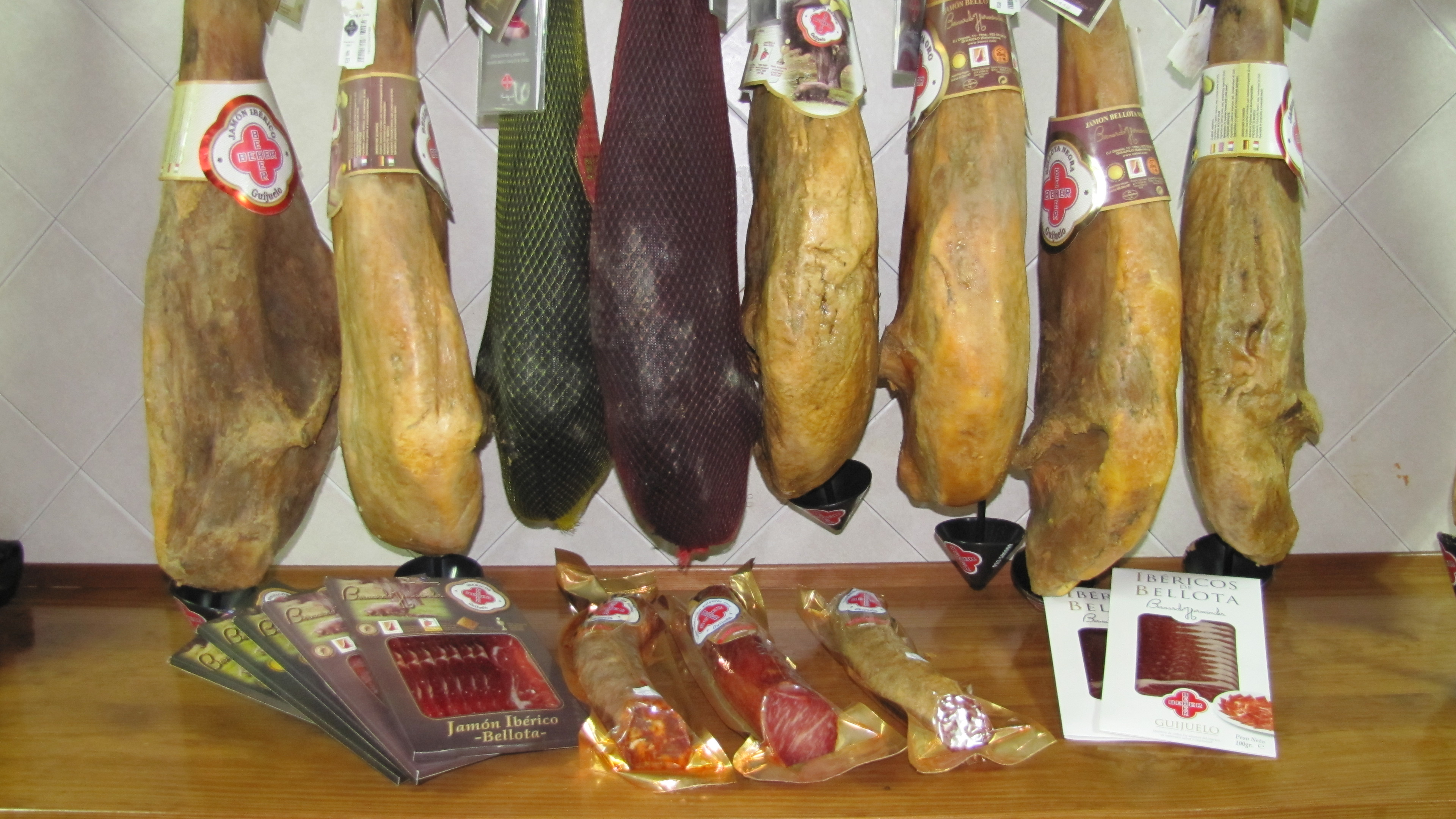
BEHERのD.O（原産地表示）と認定されたベジョータの生ハムとソーセージの展示。

BEHERは完全な生産過程、地所にて豚の飼育から生ハムの手作業によるカッティングまでを及び、これにより均質の製品を獲得し、冷肉とソーセージ、全ての範囲で認知されている。
- イベリコベジョータの生ハムとイベリコベジョータの肩肉。
- イベリコベジョータのソーセージ：ロース、チョリソ、ベーコン、腹肉とサラミ風のソーセージ。

### 製品ライン
- 金のラベル：イベリコベジョータの生ハムと肩肉。それらは高いレベルのオレイン酸によって選出されている。
- 黒のラベル：イベリコベジョータの生ハム。
- 赤のラベル：イベリコベジョータの生ハムと肩肉。
- 薄切り製品：これらは、現在スペインで生ハムのカッティングのチャンピオンである、Anselmo Perez巨匠によってカッティングされている。

## 賞と認知

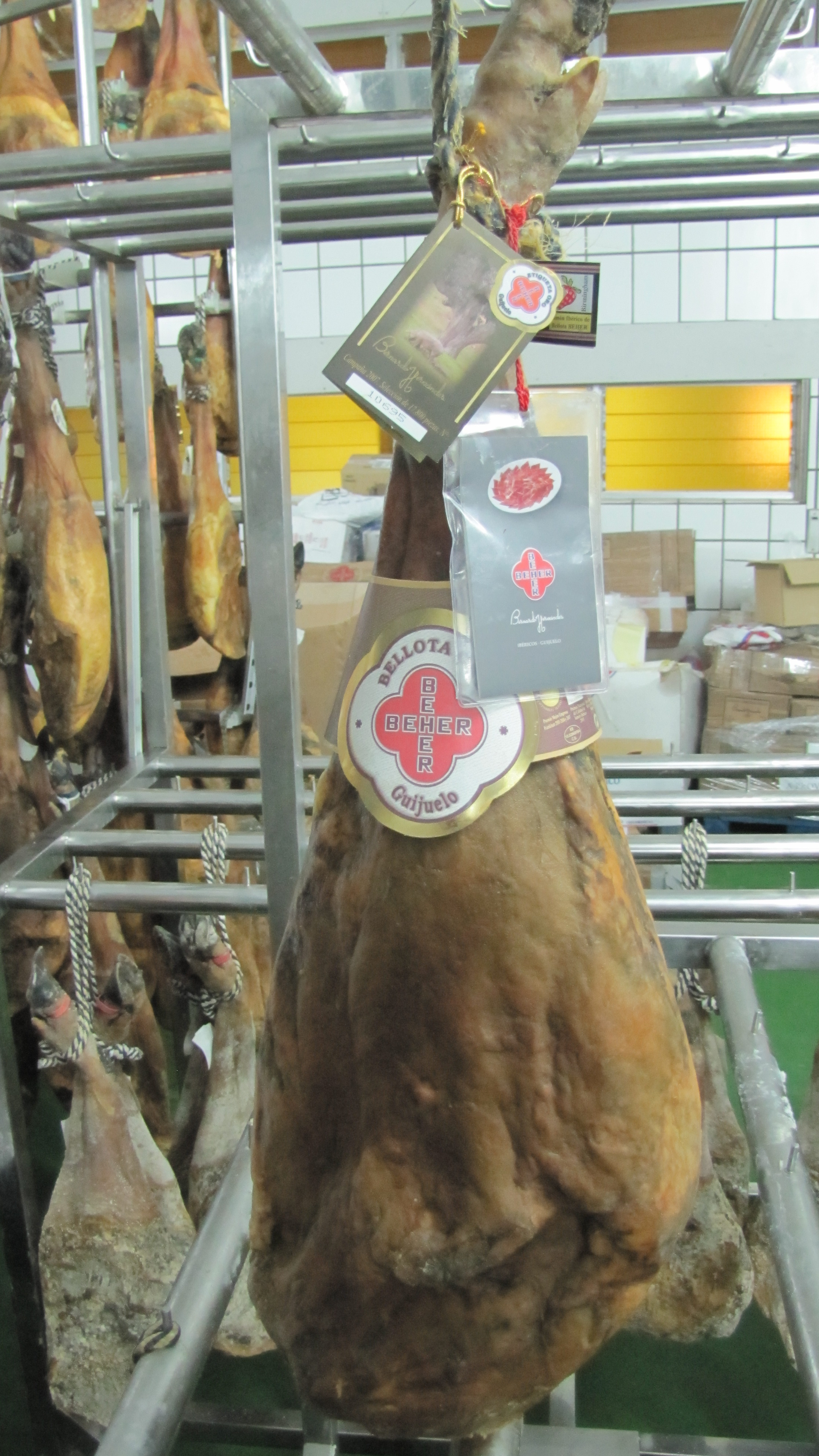
BEHERの"Bellota Oro"は"IFFA Delicat"2007年と2010年の定期市にて、世界で最も優良なハムとして選出された。

ハモン・イベリコ (スペイン語: Jamón Ibérico)はスペインのみで作られる黒豚イベリア種（セルド・イベリコ）の生ハムである。スペインではパタ･ネグラ（黒い脚の意）と呼ばれることも多い。
以下が主に国際的に承認されたものの間で際立っている：
- フランクフルトの国内定期市-IFFA Delicat(ドイツ)、食肉に関する重要な国際見本市。[6]
  - 1995年：5つの金メダル。
  - 2001年：10つの金メダル、名誉賞”優秀外国企業”。
  - 2004年：13つの金メダル、名誉賞”優秀外国企業”。
  - 2007年：生ハム部門における偉大な特別賞、14つの金メダルとソーセージの分野における名誉賞。
  - 2010年：生ハム部門における偉大な特別賞、16つの金メダル。
  - 2013年：生ハム部門における偉大な特別賞、22つの金メダル。
  - 2016年：優良企業賞、国際最高品質特別賞ハム部門、22個の金メダル。
- 飲食展示会(バーミンガム)。
  - 2006年：優秀国際製品賞。
- SUFFA（シュトゥットガルト）。
  - 2006年：3つの金メダル。
- Great Taste(イギリス)。
  - 2006年：銅メダル
- 国産生ハムの展示会(SANJA)、テルエル（スペイン）。
  - 2001年：生ハムの質に関する国内の賞

## 著書
- 原題:『Calidad en Ibérico』1998年、RT& A ediciones. ISBN 84-923599-0-0